# 11826 Юрійгромов
11826 Юрійгромов (11826 Yurijgromov) — астероїд головного поясу, відкритий 25 жовтня 1982 року.
Тіссеранів параметр щодо Юпітера — 3,166.
Названо на честь російського хореографа Юрія Йосиповича Громова.